# Operacija pod lažnom zastavom
Operacija pod lažnom zastavom (engl. false flag operation) označava tajnu operaciju koju provodi vlast, tvrtka ili druge organizacije a koja je oblikovana tako da se čini da ju netko drugi provodi.

## Porijeko naziva
Ime je izvedeno iz vojne koncepcije provođenja operacija pod drugim (nacionalnim) simbolima od onih koji ju provode. Operacije pod lažnim zastavom nisu ograničene samo na vojne konfrontacije nego postoje i u civilnom sektoru te u miru, na primjer u radu obavještajnih službi. Tijekom povijesti, lažne zastave su se ponekad koristile u određenim operacijama u mnogim ratovima na moru i na kopnu.

### Uporaba u vojne svrhe
U drugom svjetskom ratu, njemačka krstarica Kormoran je prikrivena kao nizozemski trgovački brod priredila iznenađenje Australskoj krstarici HMAS Sydney koja je potopljena. Poginulo je 570 članova posade. To je najveći broj smrtnih slučajeva australske mornarice tijekom rata i najveći australski ratni brod koji je potonuo s cijelom svojom posadom.

#### Operacije pod lažnim zastavom kao izgovor za rat
U nekoliko slučajeva, operacijama pod lažnim zastavama su se koristile kao opravdanje za rat.
Dokumentirani su:
- 1788., Incident u Puumali koji je izazvao Švedsko-Ruski
- 1898., potapanje broda USS Maine koji je bio izgovor za rat između SAD-a i Španjolske
- 1931., Incident u Mukdenu koji je izazvao Drugi kinesko-japanski rat
- Napad na radio stanicu u Gliwicama, koji je označio početak Drugog svjetskog rata.
- 1964., incident u zaljevu Tonkin, koji je izazvao intervenciju SAD-a u Vijetnamu
- Operacije "Labrador" i "Opera" tijekom Velikorspske Agresije.

## U civilnom sektoru

### Poslovni svijet
U poslovnom svijetu i marketingu operacije pod lažnom zastavom uvelikom se koriste da bi se diskreditirao rivalna tvrtka ili tvrtke na tržištu. Primjerice telemarketinške tvrtke, mnogo puta se predstavljaju kao nezavisne tvrtke za istraživanja tržišta koje žele proučiti mijenje potrošača ili stanovništva, a u stvari žele promovirati neke od proizvoda koje prodavaju. Ovakva praksa na engleskom jeziku zove se "sugging" i izvedenica je od fraze: "selling under the guise of research" (prodaja pod krinkom istraživanja javnog mijenja). Drugi primjer jer korištenje taktike koja se zove "astroturfing" (ime je dobilo po marki umjetnog travnjaka), u kojem se poruke prema javnosti od neke tvrtke ili neke političke organizacije skrivaju pod krinkom neke nevladine organizacije, ili kao neka inicijativa iz naroda i tako dobivaju na utjecaju recimo u političkom diskursu neke države ili vrijeme u medijima, ali time što prikrivaju pravi izvor neke inicijative koja je bliže nekoj tvrtki ili nekoj političkoj stranici.
Ostali primjeri su:
- čaraparenje odnosno rabljenje čarapka u blogovima, forumima i wikipediji, gdje se kroz lažne identitete stvaraju i oblikuju mišljenja i konsenzusi.
- stvaranje lažnih lobističkih grupa, grupa za zaštitu okoliša, grupa za zaštitu regija, stranaka
- rabljenje slamnatih argumenata, eseja, novinskih ili ostalih medijskih članaka u cilju diskreditiranja svojih takmaca ili protivnika

### Politika
U politici operacije pod lažnom zastavom mogu se manifestirati na razne načine: preko guranja svojih mišljenja pod krinkom istraživanja javnog mijenja tzv. nagurana anketa (engl. "push poll"), protesta, ili kroz podmetnute terorističke akcije da bi se okrivila netko drugi i s tim povela akcija protiv svojim protivnika. Primjeri:
- Podmetanje velikog požara u Rimu od strane cara Nerona u srpnju 64. godine. Za ovaj požar, koji je gorio pet dana i uništio je većinu tadašnjeg Rima, Neron je okrivio kršćane.
- 1605., barutna urota katolika Guya Fawkesa kojim je navodno htio raznijeti zgradu britanskog parlamenta. Ova urota dala je vladi povoda da uvede mnoge zakonske mjere protiv katolika
- Podmetanje požara u Reichstagu godine 1933. kao povod od strane nacionalsocijalista za skraćivanje osobnih sloboda u Njemačkoj.
- Operacija Ajax 1953. godine, u kojem je CIA preko svoje četveromjesečne kampanje uspjela potkopati stabilnost Irana, i tako izazvati puč protiv tadašnjeg Prvog ministra vlade Mohammada Mosaddegha, kroz niza napada na džamije i ključnih javnih osoba u Iranu.,.[1]
- Primjer Hrvatske šestorke i podmećanja terorističke akcije da bi se diskreditirali osobe hrvatskoj porijekla u Australiji,
- Primjer neuspjelog podmetanja desetorici Hrvata za pripremanje zavjere terorističke akcije u SAD-u 1981. godine, tzv. New Yorkški proces[2]

### Ideologija
Promicatelji neke političke ili vjerske ideologije ponekad rabe operacije pod lažnom zastavom, u cilju diskreditiranja svojih protivnika ili da bi se sami prikazali kao žrtve neke druge grupe, da su pod napadom, ili da su omraženi ili da je njihova ideologija omražena od neke druge grupe ili društva u cjelini.
Primjerice da bi se osvetili autorici Paulette Cooper radi objavljivanje knjige "The Scandal of Scientology", neki članovi te crkve uspjeli su se domoći papira iz kuće dotične autorice i uspjeli su napisati prijeteća pisma koje su uputili na adresu ureda scientološke crkve. Glavni scientološki ured (Guardian's Office, Starateljski ured) također je bio umješan u to operaciju, no nakon istrage vlasti i nakon uhićenja nekoliko operativaca scientološke ovaj plan je bio propao.

## Vanjske poveznice
- EXCLUSIVE: To Provoke War, Cheney Considered Proposal To Dress Up Navy Seals As Iranians And Shoot At Them
- Secrets of the C.I.A.  Arhivirana inačica izvorne stranice od 15. ožujka 2008. (Wayback Machine), dokument britanske televizijske stanice Sky Two o aferama CIA